# Белоиван, Лора
Ло́ра Белоива́н (полное имя Лариса Геннадьевна Белоиван) — художница, писательница, директор центра реабилитации морских млекопитающих.

## Биография
Родилась в 1967 году в Петропавловске Казахской ССР, СССР. Окончила СПТУ № 18 города Находки по специальности «бортпроводник на судах заграничного плавания», работала в Дальневосточном морском пароходстве.
Окончила заочно факультет журналистики ДВГУ. Работала корреспондентом в отделении ИТАР-ТАСС во Владивостоке, собкором РИА «Новости» в Приморском крае.. Сотрудничает с различными газетами и журналами, иногда пишет под псевдонимами.
Проходила практику реабилитации морских млекопитающих в Нидерландах, Ирландии и США.
В 2007 году Лора Белоиван вместе с мужем — ветеринарным врачом Павлом Чопенко — открыли центр реабилитации морских млекопитающих «Тюлень» в посёлке Тавричанка Приморского края.
6 апреля 2009 года Лора Белоиван принимала участие в качестве гостьи в телепередаче «Школа злословия».

## Книги и тексты Лоры Белоиван
- «Маленькая Хня» ISBN 5-93682-301-6. Иллюстрации Александра Макарова. Издательство «Геликон Плюс»[3] (2006)
- «Пятьдесят первая зима Нафанаила Вилкина» ISBN 978-5-9689-0175-0. Иллюстрации Ильи Викторова[4]. Издательство «CheBuk» (2009)
- «Южнорусское Овча́рово» (цикл рассказов) (написан в 2011, издан в 2017, Livebook, иллюстрации Оксаны Викторовой). Вошёл в шорт-лист премии «Новые горизонты»[5].
- «Карбид и амброзия». ISBN 978-9-984-81651-7. Издательство «CheBuk»[6] (2012). Вошла в шорт-лист премии «НОС»[7][8][9]
- «Чемоданный роман». ISBN 978-5-699-55398-3. Издательство «Эксмо» (2012). Рукопись номинировалась в 2011 году на Довлатовскую премию.[10][11][12][13]

Цикл «Южнорусское Овчарово» Лоры Белоиван — ещё один пример того, как русская провинция из вечного предмета описаний «деревенской прозы» в современной литературе становится пространством чудес и превращений, в котором дома можно освещать и отапливать сгущённой тьмой, а бревно, которое вынесли волны на берег, может оказаться обломком волшебной палочки. — Ольга Лебёдушкина

### Участие в сборникахсерии ФРАМ
- рассказ «Ширинка» в сборнике «Секреты и сокровища. 37 лучших рассказов 2005 года» (2006) Издательство «Амфора».
- рассказ «Критические игры в ночь полнолуния» в сборнике «78» (2006)
- рассказ «Я согласна» в сборнике «Уксус и крокодилы. 38 лучших рассказов 2006 года» (2007)
- рассказ «Последний читатель» в сборнике «Русские инородные сказки-5» (2007)
- рассказ «Косен» в сборнике «Беглецы и чародеи: 39 лучших рассказов 2007 года» (2007)[15]
- рассказ «Жестырнак» в сборнике «Живые и прочие. 41 лучший рассказ 2009 года» (2010)[16]
- рассказ «Дауншифтинг» в сборнике «Из чего только сделаны мальчики» (2010)
- рассказы из цикла «Южнорусское Овчарово» («Сгущёнка», «Дураки», «English teacher», «Семь звёзд») в сборнике «В смысле. Рассказы, которые будут» (2011)
- «Критические игры в ночь полнолуния» и «Семь звёзд» в сборнике «Здесь был ФРАМ» (2011)

### Другое
Тексты Лоры Белоиван (наряду со стихами современных московских поэтов) были использованы для спектакля-перформанса «Любля», поставленного Дмитрием Изместьевым в 2011 году.

## Живопись
Картины Лоры Белоиван находятся в частных коллекциях в России и других странах.
«Авторские принты» (жикле) по картинам Лоры Белоиван выпускает издательство «CheBuk» совместно с магазином «Гиперион». Представлены изображения из серий «Коты и разные люди» и «A fish doesn’t talk».
В апреле-мае 2019 года во владивостокской галерее «Артэтаж» прошла персональная выставка художественных работ Лоры Белоиван. В январе 2022 года открылась вторая персональная выставка «Умножая сущности».

## Реабилитация морских млекопитающих
Буфер между акулой и человеком — это морские млекопитающие. Дельфины, тюлени. Их должно быть много, и тогда будет равновесие. Но морских млекопитающих становится меньше, причем не только из-за катастрофического уменьшения кормовой базы. Просто, если тюлень попадает в рыболовецкую сеть, его не отпускают обратно в море. Если он ещё жив, рыбаки его добивают и скармливают мясо собакам. То же самое происходит с тюленьим молодняком, вынесенным на берег где-нибудь возле деревни. Тюленей убивают, потому что люди дикие, безжалостные и глупые. — Лора Белоиван «Об охоте на акул и ведьм»
Впервые Лора Белоиван нашла тюленёнка (детёныша ларги), гуляя с собакой во Владивостоке. В городской квартире тюленёнка пришлось держать прямо в ванне. Позже Лора вместе с супругом — Павлом Чопенко, ветеринаром по специальности — переехали в посёлок Тавричанка, где смогли построить специальный «тюленятник».
Некоммерческий центр реабилитации морских млекопитающих «Тюлень» был создан в 2007 году, он находится в посёлке Тавричанка Надеждинского района Приморского края.
В качестве руководителя Реабилитационного центра Лора Белоиван принимала участие в фестивале «Окно в науку» в Институте биологии моря имени А. В. Жирмунского ДВО РАН (Владивосток).
В 2012 году реабилитационный центр «Тюлень» выпустил на волю четырёх ластоногих воспитанников. В 2013 году пять детёнышей тюленя-ларги прошли реабилитацию в Тавричанке. Сезон 2014 года начался с тюленёнка Гоши.